# Бестіарій

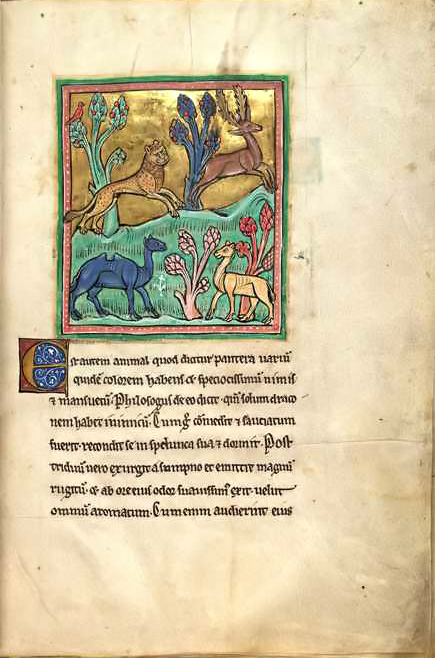
Сторінка «Рочестерського Бестіарію» XIII століття

Бестіа́рій (лат. bestiarium, від bestia — «звір», «тварина») — збірник відомостей про тварин; виниклі за античності бестіарії набули поширення в середньовіччі як збірники зоологічних статей з ілюстраціями, у яких подано детальний опис різноманітних реальних і вигаданих тварин у прозі та віршах, зазвичай з алегоричною і повчальною метою.

## Зміст бестіаріїв

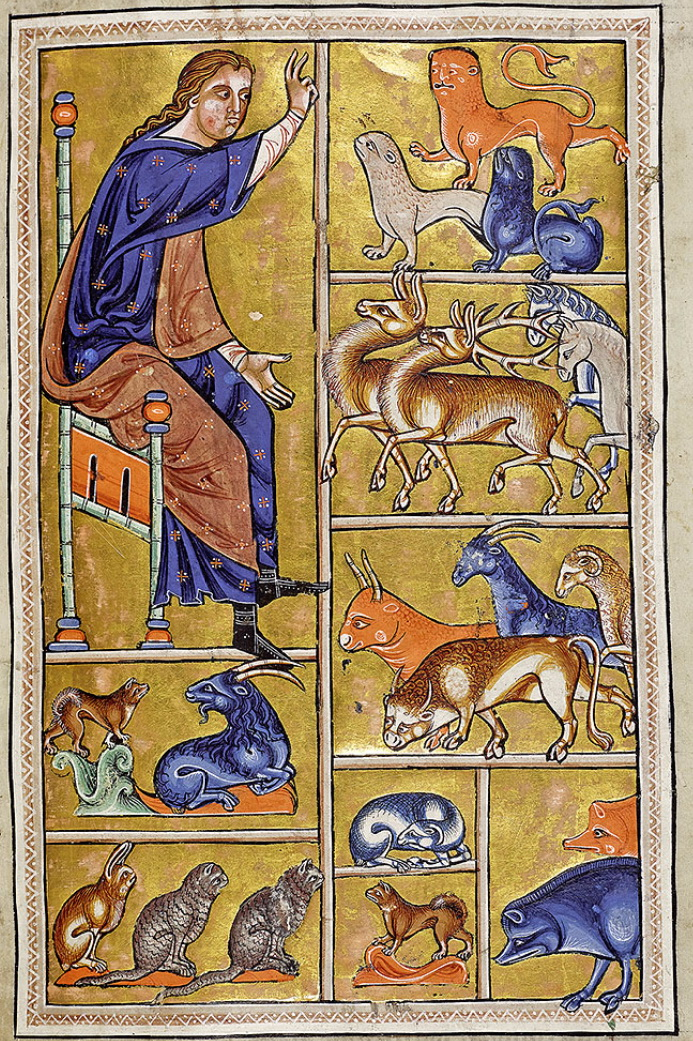
Ілюстрація з «Абердинського бестіарію» XII ст.

Класичні бестіарії нагадували сучасні енциклопедії та називалися латиною Bestiarum vocabulum, що буквально означає «Слово про тварин». Проте зміст не завжди містив відомості про реальних тварин, включаючи описи вигаданих істот, фантастичні місця їх проживання, перекази про дивовижні властивості цих створінь. Траплялися тексти про птахів, камені, рецепти ліків, що з них виготовляються. За середньовіччя трактати з природничої історії зазвичай супроводжувалися християнськими притчами, де спосіб життя дивовижних істот служив алегорією якоїсь чесноти чи гріха. Зазвичай бестіарії укладали люди, які ніколи не бачили описуваних істот, керуючись працями інших авторів і переказами мандрівників чи міфами. Як наслідок словесні описи й ілюстрації, виконані самими авторами, надавали тваринам фантастичного вигляду і можливостей. З плином часу виробився певний канон зображень і виникли загальноприйняті образи багатьох звірів, птахів і рослин.

## Історія

Сучасне наслідування бестіаріїв — сюрреалістична енциклопедія вигаданого світу «Кодекс Серафіні»

Один із перших творів, що містить у собі повноцінний бестіарій — грецький трактат «Фізіолог» невідомого автора II—III ст. н. е. Своєю чергою він ґрунтувався на раніших працях, передусім «Історії тварин» Арістотеля, написаної ним під час візиту на острів Лесбос у 343 році до н. е. Місцеві морські істоти, яких Арістотелю показували рибалки, надихнули його на створення довідника про тварин. «Фізіолог» також мав підґрунтя в працях Геродота, Плінія Старшого, Гая Соліна і Еліана. Під впливом християнства від цього твору пішла традиція «зоологічної алегорії». Наприклад, що пелікан вигодовує своїх пташенят власною кров'ю (що є символом жертви Ісуса Христа задля всіх людей), або що левенята народжуються мертвими, а лев оживляє їх подихом в ніздрі, як хрещення «оживляє» людину духовно. Вагомий внесок у зміст бестіаріїв тут зробили християнські діячі Ісидор Севільський та Амбросій у V—VI ст.
У класичному вигляді як книги з ілюстраціями до текстів про тварин бестіарії з'явилися в XII столітті у Франції та Англії. Основна їх частина була компіляцією стародавніх текстів. Приблизно з XIII століття основною функцією бестіаріїв стало повчання через алегорії, а не правдивість описів. Відомо близько пів сотні назв середньовічних бестіаріїв. Найвідоміші з них: бестіарій Гуго Сент-Вікторського, П'єра Бовеського. Близько 1300 року Філіп Танський уклав найдавніший збережений досі віршований бестіарій. Як жанр літератури вони зберігали популярність у Європі до XIV ст.. Паралельно у Франції XIII ст. виник різновид «бестіаріїв кохання», де в алегоріях описувалися не богословські уявлення, а любовні переживання.
Перша спроба створити суто український бестіарій, заснований на міфологічних уявленнях народу з метою їх вивчення, належить Миколі Костомарову. В праці «Слов'янська міфологія» він зібрав та проаналізував народні вірування щодо реальних і вигаданих істот.
Щодо сучасної літератури, існують книги-енциклопедії, які описують, подібно до стародавніх бестіаріїв, вигаданих істот чи тварин. Це як твори так званої спекулятивної зоології й ботаніки, що описують вигаданих створінь як реальних, так і бестіарії свідомо вигаданих істот фантастичних романів, рольових і відеоігор. Прикладами перших є «Книга вигаданих істот» Хорхе Борхеса, «Паралельна ботаніка» Лео Ліоні, «Кодекс Серафіні» Луїджі Серафіні. Другі — це супутня продукція до основних творів, така як «Довідник про монстрів» із правилами для гри в Dungeons & Dragons, або перелік покемонів.